# Brahma

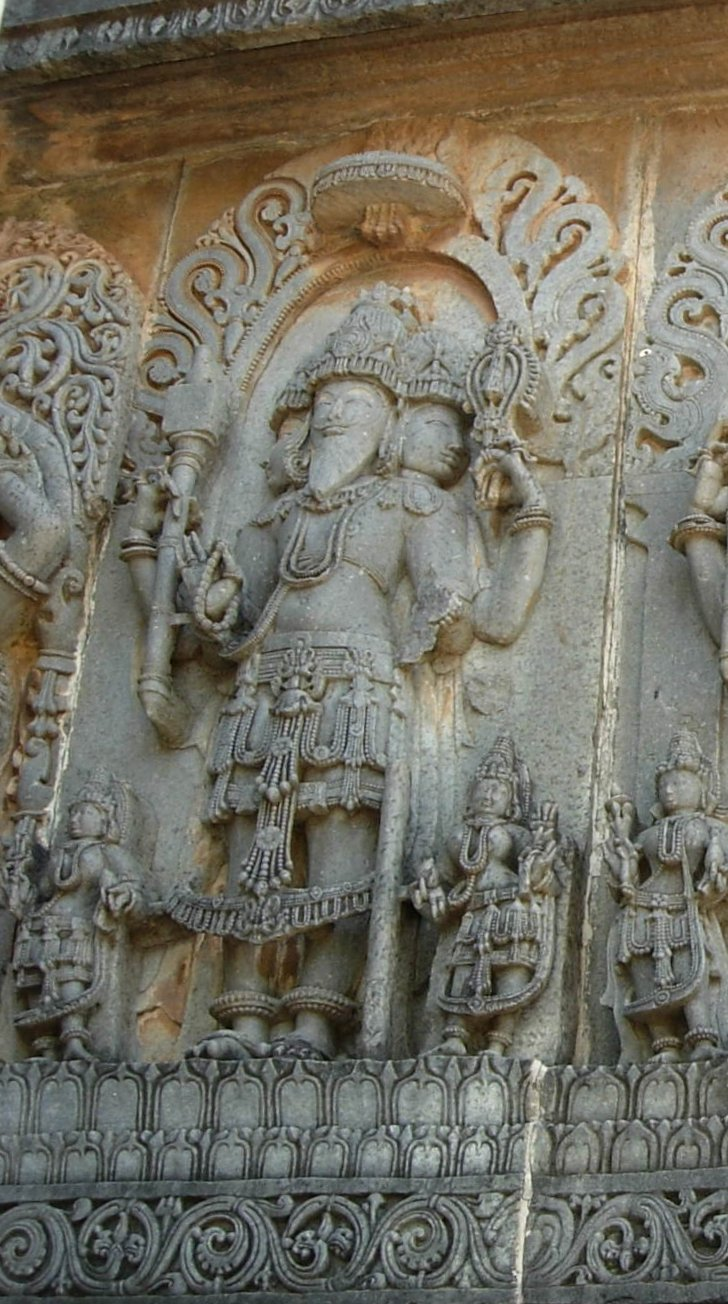
Brahma

Brahma (dewanagari ब्रह्मा, tamil. பிரம்மா) – w hinduizmie wraz z Wisznu i Śiwą tworzy Trimurti. W każdym z niezliczonej ilości wszechświatów, stwarzanych przez Mahawisznu Brahma jest pierwszą, śmiertelną, żywą istotą, zrodzoną z formy virat – kwiatu lotosu wyrastającego z jeziora umiejscowionego w pępku Garbhodakaśaji Wisznu, stąd bierze się jego inne imię Aja.
Kontroler wszechświata i stwórca pierwszych żywych istot. Dlatego, że nie posiada materialnego ojca, zwany samonarodzonym – svayambhu. W czasie częściowego unicestwienia wszechświata zapada on w sen (joganidra) wraz z Narajanem, a w czasie następnego stworzenia ponownie rodzi się w taki sam sposób. Brahma żyje jedynie przez czas jednego oddechu stwórcy Mahawisznu. Zaliczany jest do jakościowych inkarnacji, guna-awatarów i zarządza guną rajas. Ze względu na swoje pokuty, wpływ i prestiż jest najbardziej szanowaną osobistością we wszechświecie.
Najwyżej wyniesiona pobożna żywa istota, czyli największy wielbiciel Wisznu. Jest obdarzany przez Niego mocą konieczną do stworzenia. Kiedy nie ma takiej żywej istoty, która mogłaby przyjąć rolę Brahmy, wtedy Wisznu osobiście staje się Brahmą.

## Ikonografia

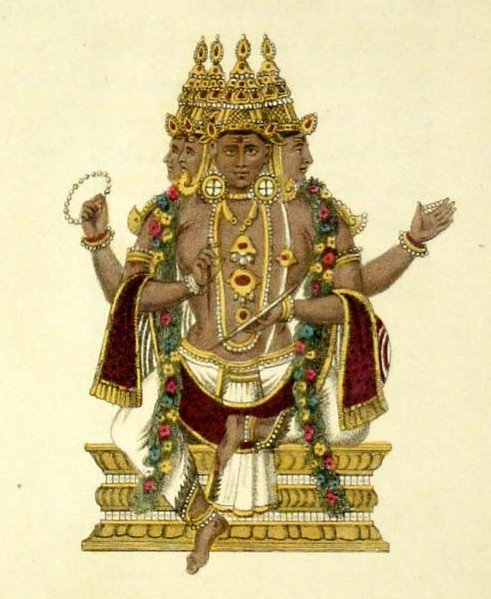
Brahma na rycinie Frederica Shoberla z 1820 roku

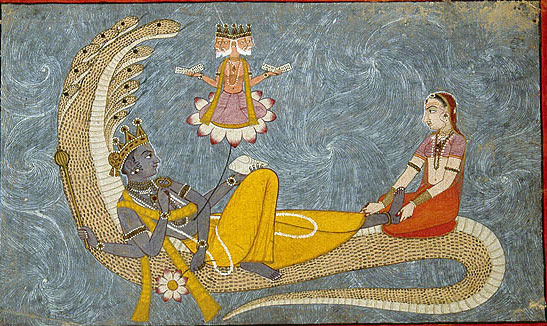
Brahma na lotosie

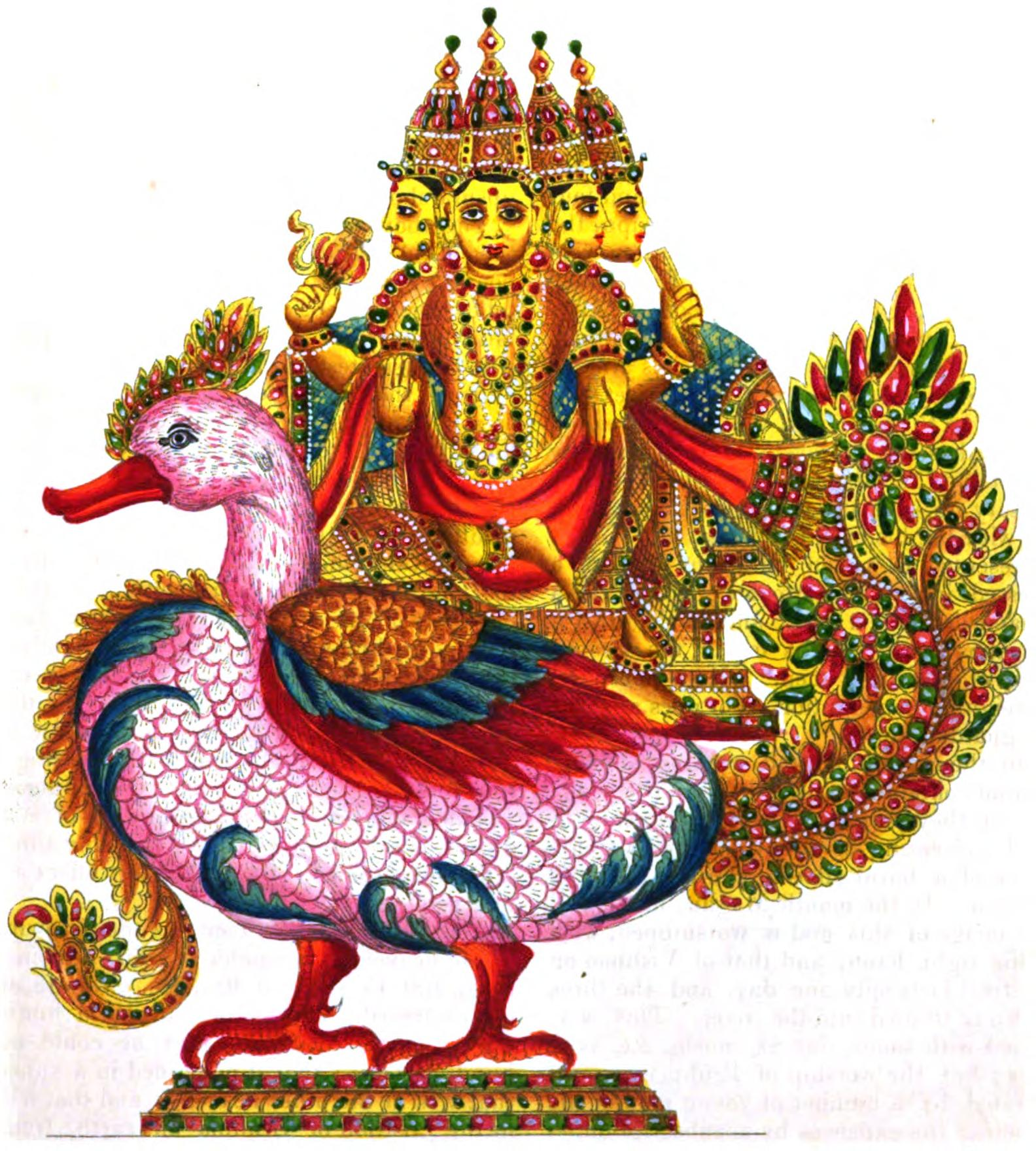
Brahma wraz ze swoim sługą

Brahma bywa przedstawiany jako czterogłowy mężczyzna, odziany w krysznadźńambarę (skórę z czarnej antylopy). Bhagawatapurana tłumaczy to, że Brahma posiada cztery głowy. Jego cztery głowy zdobią złote hełmy.
Zrodzony z kwiatu lotosu. Mimo że usytuowany na jego baldaszku, nie był w stanie dostrzec świata. Dlatego okrążył całą przestrzeń i kiedy poruszał oczyma, zwracając je w każdą stronę, osiągnął cztery głowy, odpowiednio do czterech kierunków.
Często ukazywany jest siedzący na lotosie, który wyrasta z pępka Garbhodakaśaji Wisznu. Spotkać także można jego postać unoszącą się na wielkim, białym łabędziu.

## Formy kultowe
Epitety
- Wirańći[5]
- Wirińci, Wirińća

## Siedziba
W hinduizmie Wszechświat, w którym zamieszkuje Brahma, zwany jest Brahmanda, gdzie jego rezydencją jest Brahmaloka (loka – planeta), jedna z tzw. planet niebiańskich. Natomiast w ujęciu jogi wirat, hiranjagarbha i prakryti są trzema ciałami Brahmy, trzema jego mieszkaniami.
Tekst upaniszady Ćhandogja (VIII.1.1) a za nią Jogasutra (III.34) wspominają miasto Brahmy w przestrzeni ćakry anahata.
Jogabhaszja w komentarzu do sutry III.26 Jogasutry, objaśnia trójpoziomowy świat Brahmy, ponad lokami Indry i Pradźapatiego, jako zawierający kolejno coraz subtelniejsze sfery:
1. Świat Dźanów – dźanaloka,
2. Świat Żaru – tapoloka,
3. Świat Prawdy – satjaloka.

## Znaczenie
- W mitologii indyjskiej Brahma demiurg, rodzi się z kwiatu lotosu wyrastającego z pępka śpiącego Wisznu; kiedy już wszechświat zostanie stworzony, budzi się Wisznu i bierze go w opiekę na czas jednej kalpy, kosmicznego cyklu trwającego 4 320 000 000 lat ziemskich; po czym Śiwa niszczy go.

- W wisznuizmie Brahma jest także pozycją, którą pobożna dusza osiąga w cyklu samsary. Na powierzchni Oceanu Przyczyn unosi się nieskończona ilość wszechświatów i każdy z nich zamieszkiwany jest przez innego Brahmę.

- Dla jogina Brahma jest wszystkoprzenikającym. W każdej z substancji, która istnieje we wszechświecie, jest obiektem czci oraz podporą dla samadhi. Przykładowo jogini, badając formy któregoś z żywiołów osiągają poprzez medytacje, rozpoznanie tam obecności Brahmy[6].

- Brahma jest przyczyną przemian pięciu tanmatr[7].

- Upaniszady stanowią tajemne nauczanie Brahmy[8].

## Czas życia
Jeden dzień życia Brahmy to jedna kalpa. Tak samo nazywa się jego noc. Doba Brahmy to dwie kalpy. Czas trwania wszechświata jest ograniczony i równa się długości życia Brahmy, które trwa 311 040 000 000 000 ziemskich lat, a stanowi 100 "lat Brahmy". Szacuje się, że aktualnie trwa 51. dzień Brahmy.
Na początku pierwszej połowy życia Brahmy milenium zwane jest Brahma-kalpą. Według Padma Purany (Prabhasa-khanda), w ciągu trzydziestu dni Brahmy występuje wiele kalp, takich jak Waraha-kalpa i Pitr-kalpa. Trzydzieści dni to miesiąc Brahmy, dwanaście takich miesięcy składa się na jeden rok, a pięćdziesiąt lat stanowi jedną parardhę, czyli połowę życia Brahmy. Pojawienie się Wisznu jako Śweta-warahha następuje podczas pierwszej rocznicy narodzin Brahmy. Milenium, które nastąpiło po pierwszym milenium Brahmy, jest zwane Padma-kalpą. Pierwsze milenium w drugiej połowie życia Brahmy jest również znane jako milenium Waraha.
Według hinduskich kalkulacji astronomicznych dzień narodzin Brahmy przypada w marcu.

## Recepcja w pismach hinduistycznych
Brahma tworzy za pośrednictwem natury materialnej i proces ten odbywa się po głównym stworzeniu dokonywanym przez Wisznu.
W pierwszym milenium Brahma docieka kto stworzył jego i próbuje odszukać źródło stworzenia w łodyżce lotosu. Nie mogąc dotrzeć do początku tej łodyżki wraca i zagłębiając się w medytacji dostrzega Stwórcę we własnym sercu. Ofiarowuje mu modlitwy. Doświadczając ogromu stworzenia materialnego, przepełniony guną pasji, Brahma pragnąc zaangażować się w proces tworzenia manifestuje pole działania dla żywych istot dzięki wiedzy i mocy, którą otrzymuje od Wisznu.
Dzięki długim pokutom i transcendentalnej wiedzy o samorealizacji, Brahma widzi lotos, na którym siedział, który rozprzestrzenia się na cały wszechświat. Zastanawiając się, w jaki sposób stworzyć wszystkie planety, które poprzednio wtopiły się w ten sam lotos wchodzi w baldaszek tego lotosu, i kiedy ten rozszerza się na cały wszechświat, on dzieli go na trzy wyodrębnione części świata, a następnie na czternaście.
Na początku Brahma stworzył czterech wielkich mędrców zwanych Sanaką, Sanandą, Sanataną i Sanatkumarą z zamysłem zwiększenia populacji żywych istot. Nie chcieli oni jednak wypełnić jego polecenia i z tego powodu w umyśle Brahmy wezbrał gniew i spomiędzy jego brwi w postaci dziecka niebiesko-czerwonego koloru zamanifestował się Rudra, Śiwa.
Brahma z dalszą determinacją spłodził dziesięciu synów o imionach Marići, Atri, Angiras, Pulastja, Pulaha, Kratu, Bhrygu, Wasisztha, Daksza, a jako dziesiąty pojawił się Narada. Narada został zrodzony z rozwagi Brahmy, która jest najlepszą częścią jego ciała. Wasisztha zrodził się z jego oddechu, Daksza z kciuka, Bhrygu z dotyku, a Kratu z ręki. Pulastja powstał z uszu Brahmy, Angiras z jego ust, Atri z oczu, Marići z umysłu, a Pulaha z pępka. Mędrzec Kardama, mąż Dewahuti, pojawił się z cienia Brahmy.
Brahma stworzył także dwie istoty, które wydały później potomstwo: mężczyznę, Swajambhuwa Manu i kobietę, Śatarupę.
W jednej kalpie, czyli jednym dniu Brahmy, manifestuje się czternastu Manu. Czternastu Manu pojawia się jednego dnia Brahmy, to podczas jednego miesiąca Brahmy jest 420 Manu, a podczas jednego roku Brahmy jest ich około 5040. Skoro Brahma żyje sto lat, to oblicza się, że podczas jednego życia jednego Brahmy manifestuje się 504 000 Manu.

## Kult
Świątynie:
- największa w Indiach świątynia Brahmy znajduje się w miejscowości Pushkar w Radżastanie. Ta świątynia i położone w pobliżu święte jezioro są od wieków celem pielgrzymek nie tylko wyznawców hinduizmu, lecz także dźinizmu i sikhizmu,
- najstarsza świątynia Brahmy w stanie Gudźarat znajduje się niedaleko wsi Milyani na południowym wybrzeżu, u ujścia rzeki Vartu do oceanu. Zawiera posąg Brahmy wykonany z czarnego materiału pochodzący z IX wieku,
- świątynia Brahmy w Khedbrahmie w stanie Gudźarat,
- Śiwa Temple w Balsane, dystrykcie Dhule posiada w swoim kompleksie świątynię Brahmy,
- w kompleksie świątynnym dźjotirlingamu Baba Baidyanath w Deoghar w stanie Jharkhand znajduje się nieduża świątynia o nazwie Shakhichand Ojha zawierająca figurę czterotwarzowego Brahmy.